# Ильино (Ленинградская область)
Ильино (фин. Uusikylä)  — деревня в Оржицком сельском поселении Ломоносовского района Ленинградской области.

## История
На карте Санкт-Петербургской губернии Ф. Ф. Шуберта 1834 года деревня не упоминается.

НОВАЯ — деревня принадлежит государыне императрице Александре Фёдоровне, число жителей по ревизии: 40 м. п., 45 ж. п. (1838 год)

В пояснительном тексте к этнографической карте Санкт-Петербургской губернии П. И. Кёппена 1849 года она записана как деревня Uusikylä (Новая (Ильина)) и указано количество её жителей на 1848 год: эвремейсов — 26 м. п., 37 ж. п., всего 63 человека; ижоры — 19 м. п., 12 ж. п., всего 31 человек. Ижоры относились к православному Ропшинскому Благовещенскому приходу, эвремейсы — к лютеранскому приходу Ропсу.
Согласно карте профессора С. С. Куторги 1852 года деревня называлась Новая Ильино.

ИЛЬИНО или НОВАЯ — деревня Красносельской удельной конторы Ропшинского приказа, по просёлочной дороге, число дворов — 18, число душ — 46 м. п. (1856 год)

Согласно «Топографической карте частей Санкт-Петербургской и Выборгской губерний» в 1860 году деревня называлась Новая Ильина и состояла из 27 крестьянских дворов.

ИЛЬИНО НОВОЕ — деревня удельная при колодцах, число дворов — 18, число жителей: 53 м. п., 52 ж. п. (1862 год)

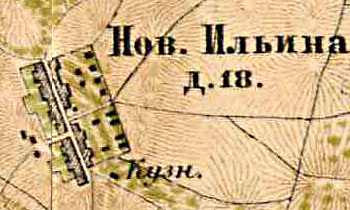
Деревня Ильино на карте 1885 года

В 1885 году деревня называлась Новая Ильина и насчитывала 18 дворов. В деревне была кузница.
В конце XIX века деревня входила в состав Гостилицкой волости 1-го стана Петергофского уезда Санкт-Петербургской губернии, в начале XX века — 3-го стана. По приходским данным население деревни было исключительно финским.
К 1913 году количество дворов в деревне Ильино увеличилось до 22.
С 1917 по 1922 год деревня входила в состав Ильинского сельсовета Гостилицкой волости Петергофского уезда.
С 1922 года в составе Леволовского сельсовета.
С 1923 года в составе Троцкого уезда.
С 1924 года в составе Дятлицкого сельсовета.
Согласно данным переписи населения СССР 1926 года в деревне Ильино проживали 255 человек — большинство финны, а также русские.
С 1927 года в составе Ораниенбаумского района.
В 1928 году население деревни Ильино также составляло 255 человек.
По данным 1933 года деревня Ильино входила в состав Дятлицкого сельсовета Ораниенбаумского района.

План деревни Ильино. 1939 год

Согласно топографической карте 1939 года деревня насчитывала 58 дворов.
С 1 августа 1941 года по 31 декабря 1943 года деревня находилась в оккупации.
С 1960 года в составе Гостилицкого сельсовета.
С 1963 года в составе Гатчинского района.
С 1965 года вновь в составе Ломоносовского района. В 1965 году население деревни Ильино составляло 51 человек.
По данным 1966 и 1973 годов деревня Ильино также входила в состав Гостилицкого сельсовета.
По данным 1990 года деревня Ильино входила в состав Оржицкого сельсовета.
В 1997 году в деревне Ильино Оржицкой волости проживали 3 человека, в 2002 году — 6 человек (все русские), в 2007 году — 1.

## География
Деревня расположена в центральной части района к югу от автодороги 41К-246 (Петровское — Гостилицы) и к юго-западу от административного центра поселения деревни Оржицы.
Расстояние до административного центра поселения — 6 км.
Расстояние до ближайшей железнодорожной станции Ораниенбаум I — 33 км.

## Демография
| 1862 | 2002 | 2007 | 2010 | 2017 |
| ---- | ---- | ---- | ---- | ---- |
| 105  | ↘6   | ↘1   | ↗7   | ↘0   |

## Улицы
Молодёжная, Спирина, Счастливая, Центральная, Энергетиков.